# Филип Вилхелм Јунг
Филип Вилхелм Јунг (Нидер-Флерсхајм, 16. септембар 1884 — Вормс, 9. септембар 1965) био је немачки нацистички политичар и градоначелник Беча од 1940. до 1943.

## Одрастање у образовање
Јунг је рођен у Нидер-Флерсхајму у Великом војводству Хесен као као син учитеља у основној школи Адама Јунга и његове супруге Катарине рођене Вејерхојзер. Гимназију је похађао у Вормсу, а од 1906. студирао је право у Хајделбергу, Минхену и Гисену. Током студија постао је члан братства Франкониа Хеиделберг 1903. године. Године 1906. положио је први државни испит, а после адвокатске службе 9. децембра 1912. и други, а затим је радио као адвокат у Вормсу. 30. септембра 1911. оженио се у Хајделбергу са Стефани Софи, рођеном Муксел. Стекао је звање доктора права.
Учествовао је у Првом светском рату и био одликован.

## Придруживање нацистима и успон политичке каријере
Јунг се придружио СА 1927. и Нацистичкој партији 1930. године. Године 1933, након победе Хитлера и нациста у Немачкој, постао је председник Хесенског парламента. Након што су нацисти отпустили Вилхелма Ерхарда, Јунг је постављен за привременог градоначелника града Мајнца. Већ у мају 1933. заменио га је Роберт Барт. Јунг је постао премијер Народне државе Хесен у септембру 1933. и на том положају је остао до марта 1935. године, када је ову функцију преузео Јакоб Шпренгер. Током Другог светског рата Јунг је постављен за градоначелника Беча (1940–1943).

## Након Другог светског рата
Након завршетка рата, Филип Вилхелм Јунг и његова супруга затворени су у логор Корнвестхајм и њихова имовина је замрзнута. Његова супруга је пуштена из затвора у оквиру Божићне амнестије 12. новембра 1947. године, а он сам 17. јуна 1948. године. У поступку арбитражног одбора класификован је као „мање инкриминисан”. Након што држава Хесен није хтела да му исплаћује пензију као владином саветнику, уследио је судски поступак на управном суду у Дармштату, који је окончан нагодбом која је обавезивала државу на исплату пензије. Замрзавање имовине је укинуто 5. јула 1950. године. Одлуком Суда части Адвокатске коморе Франкфурта 16. маја 1951. године поново је примљен за адвоката и јавног бележника, а потом је радио у овој професији у Валд-Михелбаху.
Јунг је умро у Вормсу, Западна Немачка 1965. године.